# نورمنز (مریلند)
نورمنز (به انگلیسی: Normans) یک منطقهٔ مسکونی در ایالات متحده آمریکا است که در شهرستان کوئین‌آن، مریلند واقع شده‌است. نورمنز ۴٫۸۸ متر بالاتر از سطح دریا قرار دارد.